# 수복칠보석류문 황갈단 당의
수복칠보석류문황갈단당의(壽福七寶石榴紋黃褐緞堂衣)는 황갈색 바탕에 수복(壽福)자와 칠보ㆍ석류 무늬를 놓은 비단으로 만든 당의이다. 1979년 1월 23일 대한민국의 국가민속문화재 제56호로 지정되었다.
당의란 조선시대 궁중과 사대부 여인들이 저고리 위에 덧 입었던 간이 예복으로 모양은 저고리와 비슷하지만 앞과 뒤의 길이가 길고 겨드랑이부터 아래로 트여있는 옷이다.
이형상(李衡祥, ?∼1733)의 ≪병와집(甁窩集)≫에 외명부(종친의 처와 딸,문무관의 처로서 남편의 직품에 따라 봉직을 받은 사람, 공주ㆍ옹주ㆍ부부인ㆍ군부인)의 옷으로 초록당의라는 말이 나온다. ≪선조실록≫에는 내명부와 외명부의 간이복으로 당의에 이암(耳埯)을 쓰라는 기록이 있다. ≪사례편람(四禮便覽) 이재가 숙종 초의 관혼상제에 대해 써 놓은 것을 조카가 나중에 출판≫ 관례조에 삼자(衫子)는 속칭 당의(唐衣)라고 하며 길이는 무릎까지 닿고 소매는 좁으며 여자의 상복(常服)이다라고 기록되어 있다. 그리고 1897년 이왕직에서 기록한 ≪예복≫에서는 대군비ㆍ왕자비ㆍ공비(公妃)의 소례복이 되었으며, 문무관 부인의 소례복은 초록당의에 금박이 없다고 기록되어 있다.
그리고 역대 의궤의 반차도를 보면 당의는 저고리의 형태에서 발전된 것으로 보인다. 즉, 효종 2년에 거행된 현종명성후 ≪가례도감의궤(1651)≫의 시녀, 영조 3년에 거행된 진종효순후 ≪가례도감의궤(1727)≫의 보행 내인, 영조 38년에 거행된 정조효의후 ≪가례도감의궤(1762)≫의 함을 머리에 이고 있는 노비 등의 저고리의 형태를 보면 점차 시대가 내려올수록 둔부를 가릴정도로 길고 양옆이 트인 것이 당의와 흡사하다. 조선시대의 저고리 유물 중에는 짧은 저고리와 긴 저고리가 있는데 긴 저고리에는 트임이 있다.
한편 유물을 보면 1590∼1600년경의 과천 출토 청주 한씨 유물의 경우, 솜저고리는 매우 고운 갈색 명주이며 안감은 거친 갈색 명주이고 깃과 고름은 짙은 색의 명주로 솜을 넣은 저고리이다. 형태도 그 길이가 매우 길고 옆이 터져서 당의와 유사하다.
위의 복식을 통해 볼 때 가례도감의궤에 기록된 겹저고리나 솜저고리나, 청주 한씨의 갈색 솜저고리는 저고리의 길이가 엉덩이까지 내려오고 옆 트임이 있으므로 옆선이 곡선으로 후려져 밑으로 퍼진 당의와 유사다고 할 수 있다. 또한 광해군 중궁 유씨 홍삼도 길이 78cm에 옆 트임이 있다.
수복칠보석류문홍갈색 당의는 겉감이 수복칠보석류문단으로 황갈색 바탕에 수복자와 칠보ㆍ석류문이 섞여져 짜여진 비단이다. 수복자의 문양은 금직으로 짠 것이다. 거들치는 무문의 황갈색 삼팔주로 넓게 대어 있고 안감은 운문칠보문단으로 황갈색이다. 이 당의의 형태는 진동 밑에서 허리부분이 완만하게 휘어져 밑이 곡선으로 퍼진 형이며 양옆이 완전히 트여있다. 소매는 진동에서부터 수구쪽을 향하여 점차로 좁아지는 직선배래이며 수구에 삼수(거들치)가 붙어있다. 겉깃은 목판깃이 반정도 앞으로 내어 달려 앞이 완만하게 깎여진 당코깃이며 안깃은 완전히 내어 달린 목판깃이다. 겉섶 밑선과 길의 밑선길이가 같으며 많이 여며지는 옷이며, 품이 넓고, 옷 길이가 화장보다 길다. 그리고 앞길이 두 쪽으로 이어져있는 특징을 보인다. 이 당의는 색깔이 모두 황갈색으로 변한 것으로 보아 출토품이며 17세기의 당의라고 본다.

## 참고 자료
- 수복칠보석류문 황갈단 당의 - 국가유산청 국가유산포털